# كمال القابسي
كمال القابسي وهو لاعب كرة قدم دولي تونسي سابق لعب لصالح النجم الرياضي الساحلي والمنتخب التونسي.